# Fresnoy-le-Luat

Fresnoy-le-Luat este o comună în departamentul Oise, Franța. În 1 ianuarie 2022 avea o populație de 547 de locuitori.